# Anton Schechowzow

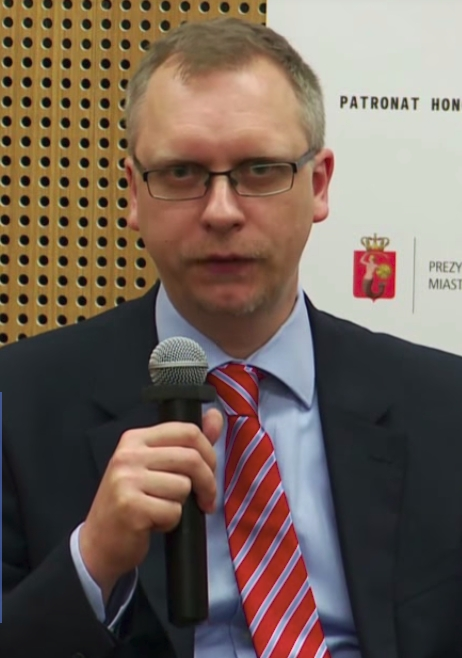
Anton Schechowzow (2016)

Anton Wolodymyrowytsch Schechowzow (ukrainisch Антон Володимирович Шеховцов, englische Transkription Anton Shekhovtsov; * 1978 in Sewastopol, Ukrainische SSR) ist ein ukrainischer Politikwissenschaftler und Faschismusforscher. Bekannt ist er insbesondere durch seine Veröffentlichungen über europäische Rechtsextreme und deren Verbindungen zu Russland. 
Schechowzow studierte an der Nationalen Technischen Universität Sewastopol zunächst Anglistik, später Politikwissenschaft. Mit einer Arbeit über Neue rechtsradikale Parteien in europäischen Demokratien wurde er dort 2010 zum Kandidaten der Politischen Wissenschaft promoviert. Es folgten Tätigkeiten als Gastwissenschaftler an der University of Northampton und dem Institut für die Wissenschaften vom Menschen (IWM) in Wien. Von 2015 bis 2020 war er für das Institute for Euro-Atlantic Cooperation in Kiew tätig, eine von Borys Tarasjuk gegründete Denkfabrik, die für liberale Demokratie eintritt, der Europäischen Union und der NATO nahesteht. 
Am Institut für Osteuropastudien des University College London wurde Schechowzow 2018 mit einer Arbeit über Russland und die europäische extreme Rechte zum Ph.D. promoviert. 2019/20 lehrte er als Gastdozent an der Universität Wien. Seit 2020 ist er Direktor des Centre for Democratic Integrity mit Sitz in Wien, das sich die „Überwachung und Analyse von Einflüssen autoritärer Regime auf die demokratische Ordnung Europas“ zur Aufgabe gemacht hat.
Schechowzow kritisiert Wladimir Putin sowie Alexander Dugin und die Ideologie des Neo-Eurasianismus. Er ist Herausgeber der Buchreihe Explorations of the Far Right im ibidem-Verlag und sitzt im Beirat der Fachzeitschrift Fascism: Journal of Comparative Fascist Studies.

## Werke
- Radical Russian Nationalism: Structures, Ideas, Persons (2009), mit Aleksandr Verkhovsky und Galina Kozhevnikova
- New Radical Right-Wing Parties in European Democracies: Determinants of Electoral Support (2011)
- White Power Music: Scenes of Extreme-Right Cultural Resistance (2012), mit Paul Jackson
- The Postwar Anglo-American Far Right: A Special Relationship of Hate (2014), mit Paul Jackson
- Russia and the Western Far Right: Tango Noir (2017)
- Russia and the European Far Right (2018)[2]